# Bō hiya

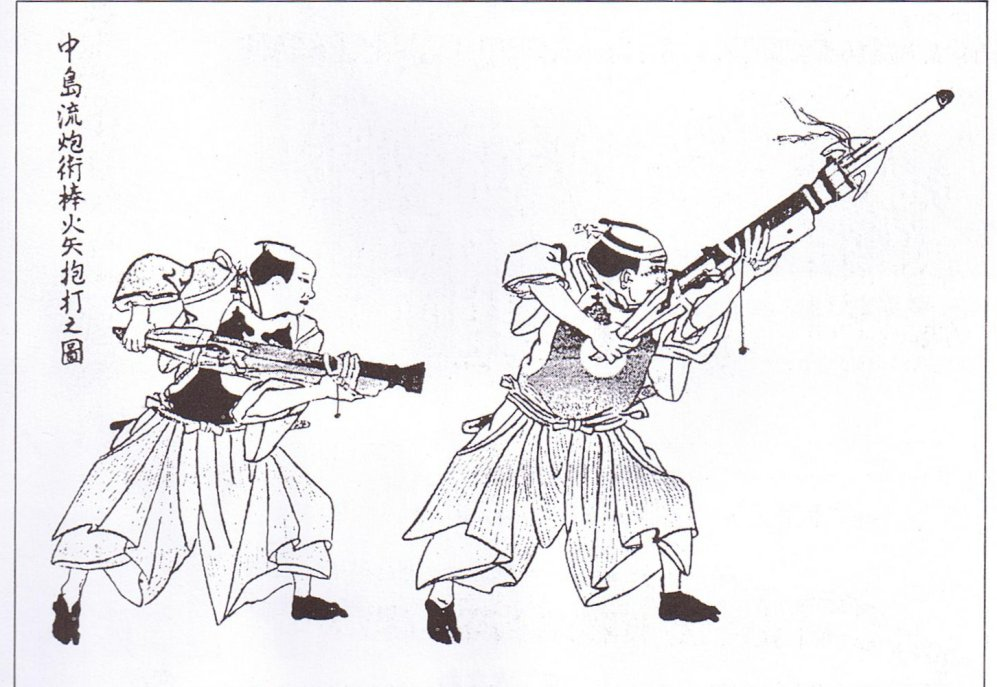
Una stampa su blocchi di legno del periodo Edo che raffigura due samurai cannonieri mentre sparano bō hiya con hiya zutsu (cannoni per frecce di fuoco).

La bō hiya (棒火矢?, bō hiya) è la versione giapponese della freccia di fuoco. Le bō hiya erano usate nel giappone feudale dalla classe dei samurai.

## Storia e descrizione
Le frecce di fuoco venivano usate in Giappone già dal VI secolo, quando si dice che furono usate durante una campagna militare in Corea. Per lanciare questi primi tipi di frecce di fuoco venivano usati gli archi (yumi).
Nella Cina del X secolo, per lanciare le frecce di fuoco veniva usata la polvere da sparo e questo tipo di freccia di fuoco fu utilizzata contro i giapponesi dalle navi mongole nell'invasione del XIII secolo.
Nel 1543 i giapponesi acquisirono la tecnologia del moschetto dai portoghesi e le armi da fuoco sviluppate in seguito dai giapponesi portarono a nuovi mezzi per lanciare le frecce di fuoco. Queste bō hiya a razzo avevano l'aspetto di una freccia spessa con grandi pinne, un albero di legno e una punta di metallo; somigliavano al chongtong, un razzo a cannone coreano. Le bō hiya venivano innescate accendendo una miccia realizzata con una corda incendiaria impermeabile che era avvolta attorno all'albero; una volta accesa, la bō hiya veniva lanciata da un cannone ad ampia gittata, una variante del tanegashima (il tradizionale moschetto giapponese) chiamata hiya zutsu, o da un'arma simile a un mortaio (hiya taihō) . Nel XVI secolo, i pirati giapponesi usavano le bō hiya. Durante una battaglia navale si disse che le bō hiya "cadevano come pioggia". Le bō hiya erano l'equipaggiamento standard delle navi militari giapponesi, dove venivano usate per dare fuoco alle navi nemiche.

## Galleria d'immagini

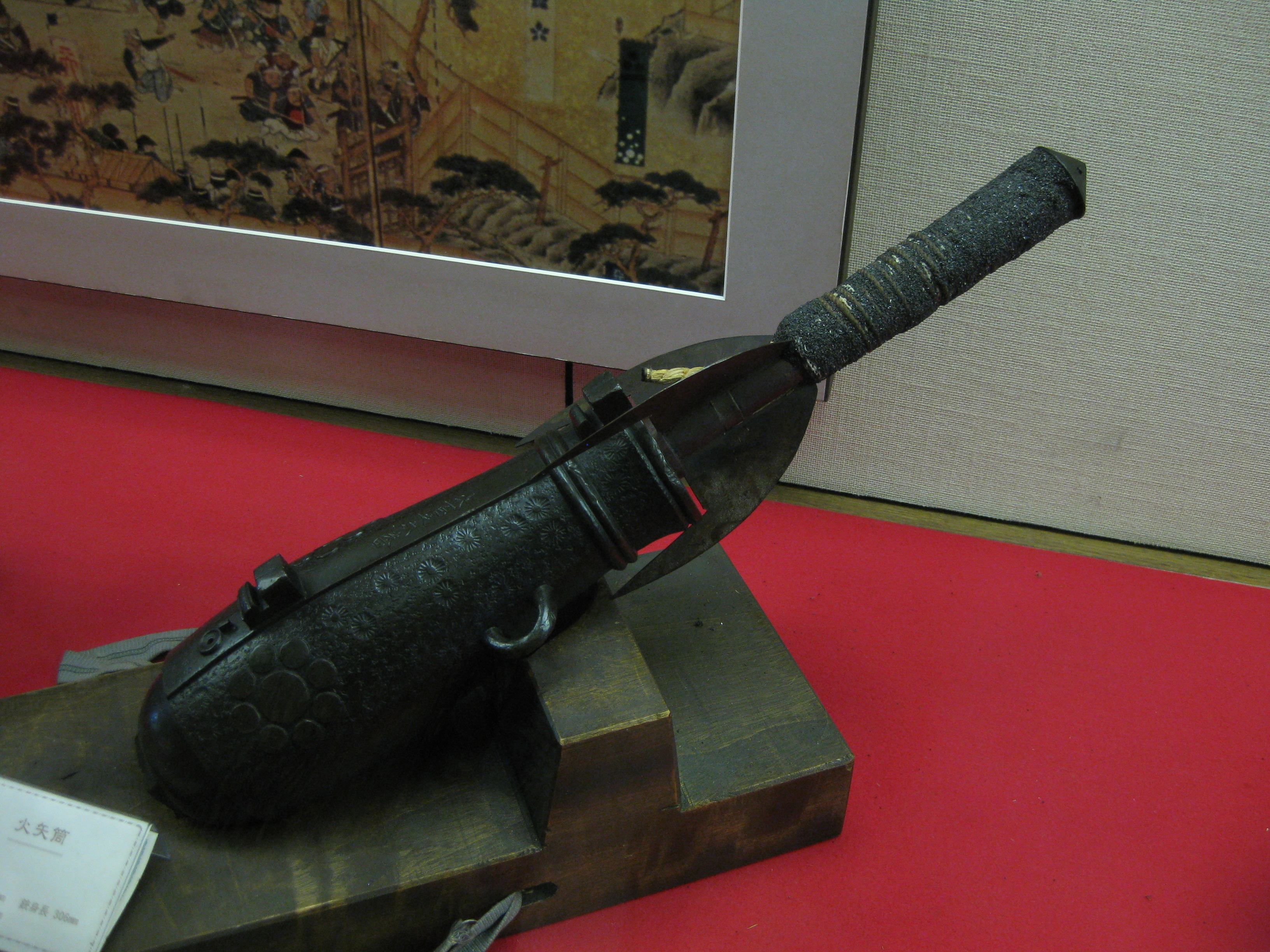
Antica giapponese bō hiya giapponese montata su un hiya taihō, Castello di Matsumoto, Giappone.
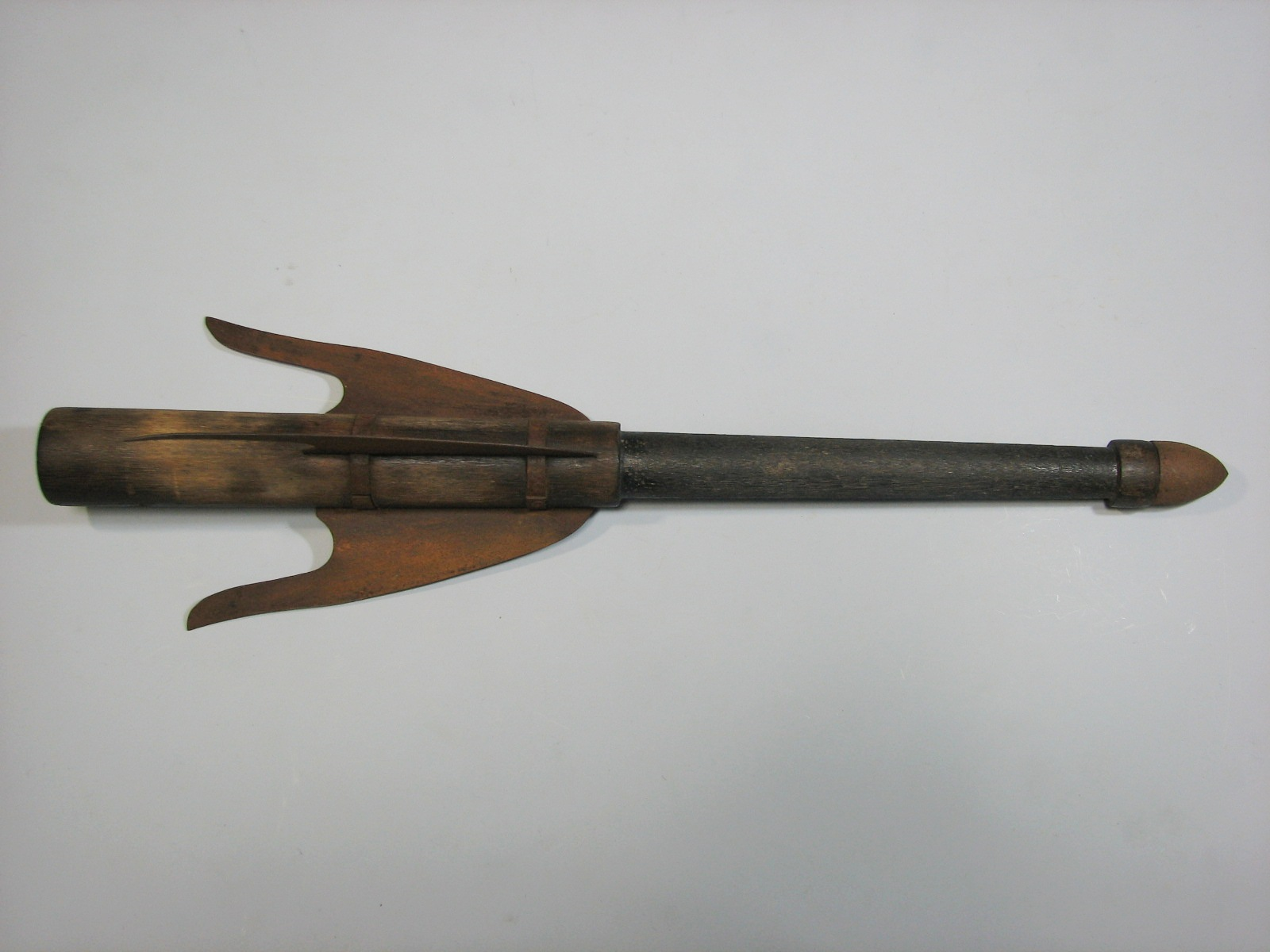
Bō hiya senza l'asta.
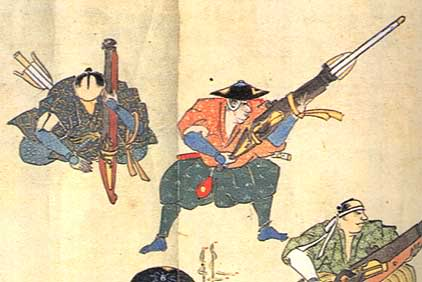
Una stampa su blocchi di legno del periodo Edo che mostra dei cannonieri mentre usano degli hiya zutsu per sparare bō hiya.